# 사후창백
사후창백(라틴어: Pallor mortis)은 사람이 사망한 후 얼굴과 몸에 혈색이 돌지 않아 창백해지는 현상이다. 전신이 창백해지는 현상은 사후 15~25분가량 지속되며, 이후에는 시반이 형성된다.